# Leucobryum subobtusifolium
Leucobryum subobtusifolium är en bladmossart som beskrevs av Bruce H. Allen 1992. Leucobryum subobtusifolium ingår i släktet Leucobryum och familjen Dicranaceae. Inga underarter finns listade i Catalogue of Life.